# 2. теслићка лака пјешадијска бригада
2. теслићка лака пјешадијска бригада је била пјешадијска јединица Војске Републике Српске, у саставу Првог крајишког корпуса.

## Историјат
Формирана је 15. марта 1995. у саставу 1. крајишког корпуса ВРС. Настала је издвајањем двају пјешадијских батаљона 1. теслићке пјешадијске бригаде ВРС. Попуњавана је војним обвезницима са територије општине Теслић. Бригада је била батаљонског састава. У формацији је имала: команду бригаде, команду стана, вод војне полиције, вод везе, извиђачки вод, лаку артиљеријско-ракетну батерију ПВО, два пјешадијска батаљона, батерију минобацача 120 мм, противоклопну чету, позадинску чету и пионирски вод. Бригада је имала 1.569 људи, а кроз њу је прошло око 2.000 бораца. Током Одбрамбено-отаџбинског рата 1992–1995. бригада је изводила борбена дејства на: теслићко-тешањском, теслићко-маглајском, теслићко-зеничком, озренском и западнокрајишком ратишту (општина Шипово). Имала је 58 рањених бораца. Бригадом су командовали потпуковник Милан Басрак (15. март–29. јул 1995) и потпуковник Миладин Кљечанин (30. јул 1995–март 1996). У марту 1996. бригада је расформирана и ушла је у састав 105. пјешадијске бригаде ВРС, која је наставила да његује њене традиције. Спомен-соба 2. теслићке лаке пјешадијске бригаде лаке пјешадијске бригаде ВРС налази се у просторијама
БОРС-а, у Теслићу.